# Продан Костянтин Костянтинович
Костянтин Костянтинович Продан (14 січня 1930, село Рибалки, тепер Царичанський район, Дніпропетровська область — 9 червня 2017, місто Київ) — український радянський партійний діяч. Член ЦК КПУ в 1976—1990 р. Депутат Верховної Ради УРСР 9—11-го скликань. Народний депутат України 1-го скликання.

## Життєпис
Народився в родині робітника. Батько, Костянтин Якович, працював шофером машинно-тракторної станції, мати, Меланія Пилипівна, була колгоспницею. У 1949 році закінчив Могилівську середню школу Дніпропетровської області.
У 1949—1954 роках — студент Дніпропетровського інституту інженерів залізничного транспорту імені Калініна, інженер з експлуатації залізниць.
У 1954—1955 роках — диспетчер залізничного цеху Дніпропетровського трубопрокатного заводу імені Леніна. У 1955—1957 роках — викладач Дніпропетровського технікуму залізничного транспорту.
Член КПРС з 1957 року.
У 1957—1958 роках — 2-й секретар Красногвардійського районного комітету ЛКСМУ міста Дніпропетровська. У 1958—1960 роках — заступник завідувача відділу Дніпропетровського обласного комітету ЛКСМУ.
У 1960—1963 роках — інструктор Дніпропетровського обласного комітету КПУ.
У 1963—1965 роках — помічник 1-го секретаря Дніпропетровського обласного комітету КПУ Володимира Васильовича Щербицького. У 1965—1972 роках — помічник Голови Ради Міністрів УРСР Володимира Щербицького. У 1972—1984 роках — помічник 1-го секретаря ЦК КПУ Володимира Щербицького.
У 1984—1991 роках — керуючий справами ЦК КПУ, член ліквідаційної комісії в 1991 році.
Народний депутат України 12 скликання з березня 1990 (1-й тур) до квітня 1994, Царичанський виборчій округ № 106, Дніпропетровська область. Член Комісії з питань соціальної політики та праці.
З липня 1994 року — президент Українського кредитного фонду. З 1995 по 2000 рік — радник Президента України Леоніда Кучми. З 2000 по 2006 рік — радник керівника Державного управління справами Президента України.
З 2006 року — на пенсії в Києві.

## Родина
Дружина, Емілія Дмитрівна, працювала викладачем вищої школи. Сини Сергій та Олександр.

## Нагороди
- орден Жовтневої Революції
- три ордени Трудового Червоного Прапора
- орден «Знак Пошани»
- орден Дружби народів
- медалі
- Почесна грамота Президії Верховної Ради Української РСР (11.01.1980)
- Державний службовець 4-го рангу

## Джерело
- Довідка